# Abida polyodon
Abida polyodon е вид коремоного от семейство Chondrinidae.

## Разпространение
Видът е разпространен в Андора, Испания и Франция.